# Sommertid
 For alternative betydninger, se Sommertid (tv-program).
Sommertid er en justering af tidsangivelsen i forhold til normaltid (normaltid kaldes uofficielt "vintertid"), som effektueres ved at stille urene en time frem i sommerhalvåret. Perioden for sommertid strækker sig i Danmark fra sidste søndag i marts til sidste søndag i oktober.
Hensigten var en bedre udnyttelse af sommermånederne, med lys en time ekstra om aftenen, og at spare energi. Men energisparing har fået mindre betydning i Industrilandene, hvor strømmålinger viste én procent indsparing ved at stille klokken en time frem. Aktuelle undersøgelser viser dog, at denne effekt har været aftagende i de senere år, og at man i stedet kan forvente et øget forbrug i fremtiden på grund af ændret brugsadfærd.

## Begrundelse
Benjamin Franklin foreslog i essayet An Economical Project, udgivet i 1784 under Franklins ophold i Paris, at pariserne skulle stå en time tidligere op, for at spare på stearinlys.
Den moderne sommertid blev først foreslået af den newzealandske entomolog George Vernon Hudson. Hans skifteholdsarbejde gav ham fritid til at indsamle insekter, og førte ham til at værdsætte de timer med dagslys, han havde efter lukketid. I 1895 præsenterede han et forslag til Wellington Philosophical Society om et skift på to timers sommertid. Efter stor interesse fulgte han op med en ny rapport i 1898. Mange publikationer krediterer fejlagtigt sommertidsforslaget til den fremtrædende engelsk bygherre William Willett, der selvstændigt udtænkte sommertid i 1905 under en ridetur tidligt en morgen, hvor han blev forfærdet over hvor mange, der sov en stor del af sommerdagen væk. Hans løsning var et forslag om at stille uret frem i sommermånederne, et forslag, han udgav to år senere. Forslaget blev taget op af et medlem fra det britiske parlament, Robert Pearce, der introducerede det første lovforslag om sommertid til det britiske parlament den 12. februar 1908. Et udvalg blev opnævnt for at undersøge spørgsmålet, men Pearces lovforslag blev aldrig vedtaget, og flere andre lovforslag mislykkedes i de følgende år. Willett lobbyede for forslaget i Storbritannien frem til sin død i 1915.

## Historie
Sommertid blev indført første gang i Østrig og Tyskland d. 30. april 1916, hvor krigen gjorde det nødvendigt at spare energi. En række europæiske lande, herunder Danmark, fulgte trop den 21. maj samme år. Rusland og nogle få andre ventede til det følgende år, og USA vedtog sommertid i 1918. Siden da har der rundt omkring på kloden været mange lovbestemmelser, justeringer og ophævelser i de mange love om sommertid.

## Sommertid i Danmark
Dansk sommertid (DST) fastsættes ved kongelig anordning og bekendtgøres i Lovtidende. Den seneste anordning er nr. 858 af 26. september 2001. Anordningen gælder ikke for Færøerne og Grønland. (Hjemmestyret i hver enkelt af de to rigsdele har dog valgt at indføre sommertid i samme periode som Danmark. I Grønland sker overgangen klokken 22.00.) Ved sommertidens begyndelse stilles uret en time frem klokken 02.00 natten til søndag, og ved sommertidens ophør stilles uret en time tilbage klokken 03.00 natten til søndag. Den danske sommertid svarer til den centraleuropæiske sommertid.
Sommertiden har været indført og afskaffet flere gange i Danmark. Første gang, den blev indført, var i 1916, igen i 1940-48, og sidste gang den blev indført, som vi kender den i dag, var i 1980. Siden 1981 har overgangen fra normaltid (hvad mange kalder vintertid) til sommertid været sidste søndag i marts. I perioden 1980-1995 har overgangen fra sommertid til normaltid været sidste søndag i september, som ofte, men ikke altid, også har været søndag efter jævndøgn (fx lå jævndøgn i 1984 lørdag den 22. september,  mens overgangen til normaltid var søndag den 30. september og ikke den 23. september). Efter standardisering i EU skiftes til normaltid sidste søndag i oktober. Loven siger at middelsoltiden ligger på den 15. længdegrad øst for Greenwich.
Den officielle forkortelse for dansk sommertid er DST (og svarer til UTC+2) som står for dansk sommertid (ikke at forveksle med den engelske betegnelse Daylight Saving Time som forkortes til DST), mens normaltid betegnes Dansk normaltid (DNT) (som svarer til UTC+1). I europæisk sammenhæng ses også betegnelse CEST (Central European Summer Time) og CET (Central European Time).

### Afskaffelse i Danmark
EU arbejder med et forslag om at afskaffe skiftet mellem sommertid og normaltid. De enkelte lande kan så selv vælge en fast tidszone. Det nuværende (juni 2019) forslag angiver et stop for sommertid i 2021. Forslaget er godkendt af Europaparlamentet, og skal så godkendes af Rådet for Den Europæiske Union, før det implementeres af medlemsstaterne.

## Fordele og ulemper

### Ulemper ved Sommertid
At ændre døgnrytmen to gange om året kaldes "verdens største søvneksperiment", hvor 1,6 milliarder mennesker i 76 lande er tvungne deltagere. Professor Bjørn Bjorvatn ved Universitetet i Bergen påpeger, at overgangen til sommertid hvert forår fører til flere indlæggelser på psykiatrisk afdeling dagen efter. Søvntab stresser hele kroppen, ikke mindst hjertet. Antal hjerteinfarkt steg med 24 % i Michigan mandagen efter at klokken var stillet én time frem. Man fandt 8 % flere trafikulykker om mandagen efter overgang til sommertid, samt om mandagen en uge senere.
Sommertid blev indført i en tid, da man vidste meget lidt om menneskets døgnrytmer. Man regnede da med en positiv helseeffekt ved en ekstra time dagslys om eftermiddagen. Men kroppens synkronisering med solopgangen er præcis, og studier viser, at de aller fleste tåler overgangen til sommertid dårligt.
Tilhængere af sommertid mener, at det sparer energi, idet energiforbruget falder med mellem 4 og 6 procent, når der skiftes fra normaltid til sommertid 
Til gengæld er det upraktisk for landmændene og/eller deres dyr, at fodringstiden pludseligt forskydes en time. Skiftet til og fra sommertid er muligvis årsag til flere dødsfald i den periode, der følger efter.
Tidsskiftet har også en negativ effekt på den mentale sundhed. Flere undersøgelser viser, at folk generelt er mere utilfredse i de første par dage efter tidsskiftet. Denne øgede utilfredshed kan også måles i løbet af hele sommerperioden. I denne sammenhæng har det også vist sig, at psykiske sygdomme stiger på kort sigt efter ændringerne i foråret og efteråret.
En omfattende undersøgelse fra 2025 bruger over 360 referencer til at give et detaljeret overblik over virkningerne af tidsændringen og sommertiden. Forfatterne Neumann og Blanckenburg analyserer områderne energiforbrug, sundhed, kriminalitet, trafiksikkerhed og økonomi. De konkluderer, at det ud fra et videnskabeligt synspunkt er anbefalelsesværdigt at afskaffe tidsomstillingen og beholde standardtiden hele året.
DSB lader tog holde stille under skift fra sommertid til normaltid. I Danmark findes der en forening mod sommertid.

### Fordele ved Sommertid
1. Energibesparelse: Skiftet til sommertid er forbundet med besparelser i energiforbruget, da det reducerer behovet for belysning og opvarmning i aftentimerne. En reduktion på omkring 1 procent i energiforbruget er rapporteret, hvilket bidrager til økonomiske besparelser og mindre miljøbelastning.[6]
2. Forbedret offentlig sikkerhed: forlænget dagslys kan mindske antallet af trafikulykker og kriminalitet, især om aftenen. Da de fleste indbrud sker om aftenen efter mørkets frembrud.[38]
3. Økonomiske fordele: Mere dagslys om eftermiddagen/aftenen fremmer økonomisk aktivitet, især indenfor detailhandel og fritidsindustrier, da folk er mere tilbøjelige til at forlade hjemmet efter arbejde, hvis det er lyst.[39]
4. Fremme af aktiv livsstil: Mere dagslys i aftentimerne opmuntrer til udendørs aktiviteter, hvilket kan have positive effekter på folkesundheden.[40]

Når der diskuteres sommertid og dens indvirkning, er det vigtigt at skelne mellem effekterne af selve sommertiden og de konsekvenser, der opstår som følge af overgangen til og fra sommertid. Mange af de negative aspekter, der ofte associeres med sommertid, skyldes faktisk selve skiftet – det øjeblik, hvor uret stilles en time frem eller tilbage, snarere end perioden med forlænget dagslys, som sommertiden medfører.